# Formuladeildin 2015
La Formuladeildin 2015 (detta anche Effodeildin per motivi di sponsorizzazione) è stata la 73ª edizione del campionato faroese di calcio. La stagione è iniziata il 1º marzo e si è conclusa il 3 ottobre 2015.
Il B36 Tórshavn ha vinto il campionato per l'undicesima volta nella sua storia, bissando il successo della stagione precedente. Il Suðuroy e l'EB/Streymur sono stati retrocessi in 1. deild. Klæmint Olsen, calciatore dell'NSÍ, ha vinto la classifica marcatori con 21 reti segnate.

## Stagione

### Novità
Dopo la stagione 2014 sono state retrocesse in 1. deild il B68 Toftir e lo Skála ÍF. Dalla 1. deild 2014 sono state promosse il TB Tvøroyri e il Suðuroy.

### Formula
Le 10 squadre partecipanti si affrontano tre volte, per un totale di 27 giornate.

La squadra campione delle Isole Fær Øer ha il diritto a partecipare alla UEFA Champions League 2016-2017 partendo dal primo turno preliminare.

La vincitrice della Coppa nazionale è ammessa alla UEFA Europa League 2016-2017 partendo dal primo turno preliminare, assieme alle squadre classificate al secondo e terzo posto.

Le ultime due classificate retrocedono direttamente in 1. deild 2016.

## Squadre partecipanti
| Club            | Città        | Stadio                   | Stagione precedente        |
| --------------- | ------------ | ------------------------ | -------------------------- |
| AB Argir        | Argir        | Blue Water Arena (Argir) | 8º posto in Formuladeildin |
| B36 Tórshavn    | Tórshavn     | Stadio Gundadalur        | Campione delle Fær Øer     |
| EB/Streymur     | Streymnes    | Við Margáir              | 5º posto in Formuladeildin |
| HB Tórshavn     | Tórshavn     | Stadio Gundadalur        | 2º posto in Formuladeildin |
| ÍF Fuglafjørður | Fuglafjørður | Fløtugerði               | 7º posto in Formuladeildin |
| KÍ Klaksvík     | Klaksvík     | Djúpumýra                | 6º posto in Formuladeildin |
| NSÍ Runavík     | Runavík      | Stadio Runavík           | 4º posto in Formuladeildin |
| Suðuroy         | Vágur        | Á Eiðinum                | 2º posto in 1. deild       |
| TB Tvøroyri     | Tvøroyri     | Við Stórá                | 1º posto in 1. deild       |
| Víkingur Gøta   | Norðragøta   | Stadio Serpugerði        | 3º posto in Formuladeildin |

## Classifica finale
|                    | Pos. | Squadra         | Pt | G  | V  | N  | P  | GF | GS | DR  |
| ------------------ | ---- | --------------- | -- | -- | -- | -- | -- | -- | -- | --- |
| Fær Øer (bandiera) | 1.   | B36 Tórshavn    | 61 | 27 | 18 | 7  | 2  | 60 | 25 | +35 |
|                    | 2.   | NSÍ Runavík     | 54 | 27 | 16 | 6  | 5  | 73 | 37 | +36 |
|                    | 3.   | Víkingur Gøta   | 53 | 27 | 15 | 8  | 4  | 68 | 35 | +33 |
|                    | 4.   | HB Tórshavn     | 43 | 27 | 11 | 10 | 6  | 43 | 31 | +12 |
|                    | 5.   | KÍ Klaksvík     | 41 | 27 | 11 | 8  | 8  | 50 | 41 | +9  |
|                    | 6.   | ÍF Fuglafjørður | 27 | 27 | 5  | 12 | 10 | 44 | 56 | -12 |
|                    | 7.   | TB Tvøroyri     | 26 | 27 | 4  | 14 | 9  | 36 | 47 | -11 |
|                    | 8.   | AB Argir        | 24 | 27 | 4  | 12 | 11 | 34 | 42 | -8  |
|                    | 9.   | Suðuroy         | 22 | 27 | 6  | 4  | 17 | 39 | 68 | -29 |
|                    | 10.  | EB/Streymur     | 11 | 27 | 2  | 5  | 20 | 27 | 92 | -65 |

Legenda:

      Campione delle Isole Fær Øer e ammessa alla UEFA Champions League 2016-2017

      Ammesse alla UEFA Europa League 2016-2017.

      Retrocesse in 1. deild 2016

Note:

Tre punti a vittoria, uno a pareggio, zero a sconfitta.

## Risultati
|                 | AB      | B36     | EBS     | HB      | Fug     | KÍ      | NSÍ     | Suð     | TB      | Vík     |
| --------------- | ------- | ------- | ------- | ------- | ------- | ------- | ------- | ------- | ------- | ------- |
| Ab Argir        | ––––    | 1–3     | 1–2     | 0-1     | 1–1 2-2 | 0–4     | 1–2 0-1 | 2–1     | 1–1 3-0 | 0–0 0-0 |
| B36 Tórshavn    | 1-1 2-2 | ––––-   | 1–1     | 1–1     | 4–0     | 1-0 2-1 | 3-0     | 1–0     | 3-0 2-1 | 3-3 1-0 |
| EB/Streymur     | 0-0 0-4 | 0-2 0-5 | ––––-   | 0-3     | 2–2 0-3 | 4–4     | 0-8     | 3–5     | 2–2     | 1–2 2-1 |
| HB Tórshavn     | 2–2 3-2 | 1–3 1-2 | 4–2 6-0 | ––––-   | 1-0     | 3–1     | 1-1     | 0-0 2-0 | 0-0 2-2 | 2-1     |
| ÍF Fuglafjørður | 3–3     | 3–1 1-3 | 4-1     | 1–1 2-2 | ––––-   | 3-1 1-1 | 0-2     | 2-3 3-3 | 2-0     | 1-3     |
| KÍ Klaksvík     | 2-1 1-3 | 2-1     | 4-0 6-1 | 0-2 2-0 | 0-0     | ––––-   | 3-3     | 3-0 2-1 | 1–0     | 3-2     |
| NSÍ Runavík     | 2-1     | 2-2     | 5-1 6-0 | 2-0 0-0 | 3-1 5-1 | 3-0 4-1 | ––––-   | 6-1 5-1 | 0-0     | 2-4     |
| Suðuroy         | 3-1 1-1 | 1-3     | 3-1 3-2 | 1-2     | 5–2     | 1-3 0-2 | 1-3     | ––––-   | 1–3 2-2 | 1-3     |
| TB Tvøroyri     | 1–1     | 1–3     | 3–2     | 1–1     | 1–1 1-1 | 1-1     | 2-3 2-2 | 4-1     | ––––-   | 2-2 0-2 |
| Víkingur Gøta   | 3-1     | 1-1     | 3-0     | 3-0 4-1 | 2-2 4-2 | 3-3 1-1 | 5-1 3-1 | 4-0 3-1 | 7-2     | ––––-   |

## Statistiche

### Classifica marcatori
| Gol |  |  | Giocatore                | Squadra       |
| --- |  |  | ------------------------ | ------------- |
| 21  |  |  | Klæmint Olsen            | NSÍ Runavík   |
| 15  |  |  | Finnur Justinussen       | Víkingur Gøta |
| 12  |  |  | Pól Jóhannus Justinussen | NSÍ Runavík   |
| 12  |  |  | Andreas Lava Olsen       | Víkingur Gøta |
| 10  |  |  | Albert Adu               | TB Tvøroyri   |
| 10  |  |  | Łukasz Cieślewicz        | B36 Tórshavn  |
| 10  |  |  | Hedin Klakstein          | KÍ Klaksvík   |
| 10  |  |  | Jón Poulsen              | Suðuroy       |
| 9   |  |  | Jónhard Frederiksberg    | NSÍ Runavík   |
| 9   |  |  | Hans Pauli Samuelsen     | B36 Tórshavn  |
| 8   |  |  | Jógvan Andrias Nolsøe    | AB Argir      |
| 8   |  |  | Mamuka Toronjadze        | Suðuroy       |

## Verdetti finali
- Campione delle Isole Fær Øer:  B36 Tórshavn
- In UEFA Champions League 2016-2017:  B36 Tórshavn
- In UEFA Europa League 2016-2017:  NSÍ Runavík,  Víkingur Gøta e  HB Tórshavn
- Retrocesso in 1. deild 2016:  EB/Streymur e  Suðuroy